# Drongo escatós
El drongo escatós (Dicrurus bracteatus) és l'únic ocell membre de la família dels dicrúrids que es troba a Austràlia.

## Hàbitat i distribució
Habita la selva humida, manglars i zones més obertes a terres i muntanyes des de les Filipines, Moluques, arxipèlags D'Entrecasteaux, Louisiade, Bismarck, les illes Salomó i nord-est d'Austràlia.